# Scintillement
Pour les articles homonymes, voir Scintillement (homonymie).
Ne doit pas être confondu avec Papillotement (vidéo).
Il y a scintillement d'un écran informatique, de celui d'un moniteur ou de cinéma lorsque la fréquence de rafraîchissement de l'écran n'est pas suffisante. Le système visuel perçoit alors la succession des images. 

## Au cinéma
Dans son principe, la projection cinématographique donne une impression de mouvement sans qu'il apparaisse de scintillement, lorsque le nombre d'impulsions lumineuses est supérieur à la persistance rétinienne, et est au moins égal à 40 images par seconde.

## En informatique
Pour éviter le scintillement, dommageable pour les yeux, l'écran doit offrir une bande passante suffisante et la carte vidéo doit offrir une fréquence de 75 Hz au moins. Pour éviter les crises d'épilepsie, la carte vidéo doit assurer une fréquence de 100 Hz au moins[réf. nécessaire].